# Mount Hood (hop)
Mount Hood is een hopvariëteit, gebruikt voor het brouwen van bier.
Deze hopvariëteit is een “aromahop”, bij het bierbrouwen voornamelijk gebruikt vanwege zijn aromatische eigenschappen. Deze Amerikaanse hopvariëteit werd op de markt gebracht in 1989 door het U.S.D.A. Breeding Program te Oregon en is afgeleid van de Hallertau- en Hersbrucker-varianten.

## Kenmerken
- Alfazuur: 3 – 6%
- Bètazuur: 5 – 7,5%
- Eigenschappen: bloemig en licht kruidig karakter